# Harry E. Yarnell

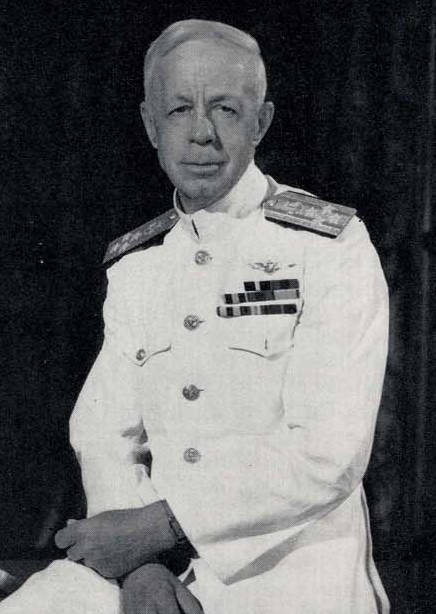
Harry E. Yarnell

Harry E. Yarnell (* 18. Oktober 1875 nahe Independence, Iowa; † 7. Juli 1959 in Newport, Rhode Island) war ein US-amerikanischer Marineoffizier, zuletzt im Rang eines Admirals, dessen Karriere 51 Jahre und drei Kriege vom Spanisch-Amerikanischen Krieg bis zum Zweiten Weltkrieg umfasste.

## Laufbahn
1898 ging er zur United States Naval Academy. Er diente auf dem Schlachtschiff Oregon während der Seeschlacht vor Santiago de Cuba am 3. Juli 1898. Am Yarnell wurde am 1. Juli 1899 zum Ensign (Offizier) befördert und zur United States Asiatic Fleet versetzt. Er war im Philippinisch-Amerikanischen Krieg und Boxeraufstand im Einsatz. Yarnell kommandierte ab 1902 den Zerstörer Dale. Später kommandierte er die Saratoga. 
1932 zeigte Yarnell in einem Seemanöver die Verwundbarkeit der amerikanischen Flottenbasis in Pearl Harbor durch einen Luftangriff auf. Wie beim späteren japanischen Angriff vom 7. Dezember 1941 attackierten an einem Sonntagmorgen Flugzeuge, die unter dem Schutz eines Sturms und bei verordneter Funkstille von zwei Flugzeugträgern gestartet worden waren, den Hafen mit den dort vor Anker liegenden Kriegsschiffen. Es gelang an diesem 7. Februar 1932 den Verteidigern nicht, auch nur ein einziges Flugzeug zu starten, und keines der angreifenden 152 Stuka-Flugzeuge ging nach den Regeln des Planspiels von Army und Navy verloren. Die treffsicher abgeworfenen „Bomben“ (Sandsäcke und Farbbeutel) hätten dagegen im Ernstfall schwerste Schäden angerichtet. Yarnell, der gute Kenntnisse des Japanischen und des Chinesischen besaß, warnte in der Folge vor einem ähnlich gestalteten japanischen Angriff auf die weit vorgeschobene Flottenbasis. Die Ergebnisse des Planspiels und die daraus erwachsenden Warnungen des Admirals wurden jedoch ungünstig aufgenommen. Als bemerkenswert gilt unter anderem der seit 1972 von der Geheimhaltungspflicht befreite, warnende Bericht Yarnells vom November 1938. Der Hinweis auf die von der japanischen Marine bis in Einzelheiten zum Vorbild genommene Manöversituation spielt heute bei den Verschwörungstheorien zum Angriff auf Pearl Harbor eine bedeutende Rolle.
Er wurde 1936 zum Vier-Sterne-Admiral befördert. Nach drei Jahren Dienst als Kommandant der Asienflotte der USA wurde er in den Ruhestand versetzt. Am 1. November 1941, als sich der Krieg abzeichnete, wurde Yarnell in den aktiven Dienst zurückgerufen und arbeitete im Büro des Marineministers als Sonderberater für die chinesische Militärmission. In dieser Funktion sagte er vor dem Einwanderungsausschuss des Repräsentantenhauses aus und forderte die Aufhebung der Chinese Exclusion Act. Yarnell wurde am 15. Januar 1943 aus dem aktiven Dienst entlassen, kehrte aber im Juni als Leiter einer Sonderabteilung im Büro des Chefs der Marineoperationen zurück, bis er im Dezember 1944 erneut aus dem aktiven Dienst verabschiedet wurde.
Nach Yarnell wurde 1963 der Lenkwaffenkreuzer Harry E. Yarnell benannt.